# Pedro de Arbués
Pedro de Arbués (Epila 1441- 17 septembre 1485 Saragosse), dit également Mastrepila (Maestre Epila), est un prêtre de l'ordre des augustins (C.R.S.A.) et un inquisiteur espagnol martyr, canonisé en 1867 par le pape Pie IX.

## Biographie
Pedro de Arbués était fils d'Antonio de Arbués, une famille noble, et de Sancia Ruiz. Il avait un frère aîné, Antonio, et cinq sœurs : Juana, Leonor, Isabel, Sancha et Beatriz.
Il reçoit une éducation digne de son rang, étudie la philosophie, probablement à Huesca, puis à l’Escuela de Artes de Saragosse. Ensuite, il se rend à Bologne, en Italie, au collège de Saint-Clément réservé aux Espagnols, où il est considéré comme un modèle pour le zèle dans les études et la piété, et y obtient ses doctorats en théologie (doctorat le 27 décembre 1473) et en droit.
De retour en Espagne, sa grande réputation le fait nommer chanoine régulier de la Seo, la Santa Iglesia Metropolitana de Saragosse, autrement dit la cathédrale, où il fait sa profession religieuse en 1474. On le connaît aussi sous le nom de Mastrepila (Maître d'Epila), où il a beaucoup enseigné, près de Saragosse.
Vers cette époque, les monarques espagnols Ferdinand et Isabelle avaient obtenu du pape Sixte IV une bulle pontificale (Exigit sincerae devotionis) pour créer un tribunal afin d'y examiner les cas d'hérétiques, notamment ceux des Juifs qui, après avoir reçu le baptême plus ou moins de force (les conversos), étaient revenus au judaïsme, ouvertement ou secrètement, et que l'on désignait sous le nom de « marranes ».
En 1483, le dominicain Tomás de Torquemada est nommé Grand Inquisiteur de Castille et, le 4 mai 1484, Pedro de Arbués est nommé, avec Gaspar Juglar, inquisiteur provincial pour le royaume d'Aragon, mais Juglar meurt  en janvier 1485, laissant son collègue seul aux commandes. Les autres membres du tribunal aragonais sont les secrétaires Pedro Jordán et Juan de Anchías,, Ramón de Mur, avocat, et Martín de la Raga, l'assesseur.
Le biographe du XVIIe siècle, Jerónimo de Blancas (es), ne tarit pas d’éloge au sujet du prêtre et moine augustin Pedro de Arbués, vantant sa grande piété, sa parfaite humilité et toutes les qualités dont il fait preuve auprès de tous, qui l'estimaient en retour,. Néanmoins, les menaces anonymes régulières dont il est souvent l'objet font qu'Arbués porte constamment une cotte de mailles sur lui.

### Assassinat

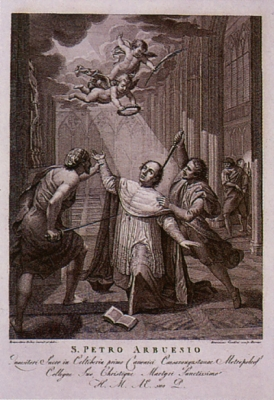
Martyre d'Arbués, Francesco Cecchini

Le 14 septembre 1485, père Arbués, âgé de 44 ans, est assassiné à l'intérieur même de la cathédrale de Saragosse, la Seo, alors qu'il était à genoux, en prière, aux Matines (au milieu de la nuit) et portait un casque en plus de sa cotte de mailles. Malgré les soins qui lui sont immédiatement prodigués, il meurt quarante-huit heures après.
Ce meurtre serait la conséquence du mauvais accueil que l'Inquisition avait reçu en Aragon, où elle était considérée comme une attaque de la Couronne contre les Fueros, c'est-à-dire les lois et les privilèges locaux. En particulier, il semble que certaines des familles les plus puissantes parmi les Juifs convertis de mauvais gré - comme les Sánchez, les Montesa, les Paternoy et les Santángel - se considéraient comme des cibles, et, pensant « arrêter les ravages de l'Inquisition », furent impliquées dans l'assassinat d'Arbués,. S'appuyant notamment sur H. Graetz et J. Zurita, l'historienne Monique Combescure Thiry précise que « L’Inquisition était très mal perçue par les Aragonais et l’inquisiteur n’était pas une personne appréciée (...) on pouvait craindre une action violente de la part de l’oligarchie aragonaise (...) L’assassinat d’Arbués constitua un acte de résistance des Aragonais à l’implantation de la nouvelle Inquisition et au renforcement du pouvoir royal » ; elle fait remarquer que « Quoi qu’il en soit, seuls les conversos portèrent la responsabilité du crime et payèrent un très lourd tribut (servant) de bouc émissaire dans cette affaire » ,.

#### Conséquences
Tout de suite après la mort d'Arbuès, la ferveur populaire s'exprime à travers de nombreux miracles qui sont évoqués dans le Libro Verde de Aragón, dont la description du sang coagulé de l’inquisiteur qui se met à bouillonner ou la cloche de Velilla qui sonne toute seule, « plaçant ainsi le meurtre d’Arbués au rang des événements royaux ».
La nouvelle de l'assassinat de l'inquisiteur provoque une réaction violente du peuple de la ville contre les Juifs de Saragosse et leurs biens, s'il était besoin, « que seule l’intervention de l’évêque (Alfonso de Aragòn y Foix) empêche de saccager la judería ». Des milliers de volumes de Bible hébraïque sont brûlées par Torquemada,. Le septuagénaire Mgr. Jaime de Montesa (es), arrêté pour son implication, sera finalement accusé, enfermé dans un cachot pendant 22 mois, torturé à l'aide de la garrucha et condamné à la décapitation sur la place du marché de Saragosse le 20 août 1487, pour d'autres motifs, à savoir avoir suivi la loi mosaïque, fréquenté des Juifs, mangé la nourriture propre à eux, judaïsé et pratiqué des cérémonies juives après avoir été converti au christianisme. Ce même jour, sa fille Leonor de Montesa, épouse de Joan de Santa Fe de Tarazona, est brûlée vive dans le feu de joie sur la place pour avoir vécu comme une juive, pratiqué des cérémonies judaïques et jeûné depuis cinquante ans lors de la fête juive de Yom Kippour.
Grâce aux aveux publics d'un des conspirateurs, Vidal de Uranso, Torquemada, dont le pouvoir est étendu à la totalité de l'Espagne, fait payer un lourd tribut à la communauté conversa aragonaise : il procède en 1491, à Saragosse, à un grand autodafé auquel sont même invités les grands d'Espagne, au cours duquel sont brûlés vifs des centaines d'hérétiques, ou présumés tels après avoir subi la torture,,. Auparavant, les principaux coupables sont traînés à travers les rues de Saragosse, ont les mains coupées et sont pendus.
Parmi les condamnés au bûcher, figurent près de 30 hommes et femmes des meilleures familles de la ville. Francisco de Santa-Fé, fils du renégat Jeronimo de Santa-Fé, est également condamné au bûcher mais préféra se suicider mais ses ossements furent brûlés,. Même un chrétien convaincu, don Sancho de Caballeria, noble de Saragosse de mère chrétienne mais d'ascendance paternelle judéo-converse (attestée par El Libro Verde de Aragon (es)) , sera poursuivi pour sodomie par l'Inquisition qui demande au pape d'intervenir. Des nobles espagnols subissent une moindre peine pour avoir hébergé une nuit l'un des comploteurs.
Des assassins et complices supposés (certains réussirent à s'enfuir) furent traqués jusqu'en France, à Toulouse ; « neuf d'entre eux sont finalement exécutés en effigies, deux se suicident, treize sont condamnés au bûcher, et quatre punis pour complicité », selon le compte de l'historien Jerónimo Zurita.

### Relation dans leLibro Verde de Aragon
L'assassinat de saint Pedro de Arbués est relaté dans le Libro Verde de Aragón (recueil généalogiques de familles aragonaises commençant toutes par au moins un ancêtre juif converti), conservé à la Biblioteca Colombina de Séville. Y figurent les noms des comploteurs et complices supposés, tous marranes ou alliés des conversos : Gabriel et Jerónimo Sánchez, trésoriers royaux ; Luis de Sonongel ; Mgr. Jaime de Montesa (es), juriste ; Gaspar de Sánta Cruz, marchand ; Luis Sánchez de Santángel, assesseur ; Juan de Pedro Sánchez ; Garcia de Moros, maire ; Mgr. Francisco de Sánta Fe, conseiller du gouverneur ; Mgr. Alonso Sánchez ; Pedro de Almazon ; Domingo Lanaja, vieux chrétien marié avec la fille de Pedro Almazon qui a avoué judaïser.
Il est rapporté également que les meurtriers connaissent donc une fin tragique après avoir été torturés : celui qui donna le coup d'épée, le marrane Juan de Esperandeu, fut écartelé puis brûlé ; Mateo Ram subit le même châtiment ; le corps de Juan de Labadía, qui se suicida dans le château de La Aljafería, fut condamné au bûcher ; le Français Vidau Durango qui donna le coup de couteau fatal fut également écartelé puis brûlé ; Tristanico, qui avait fui, fut brûlé en effigie,.

## Vénéré comme saint

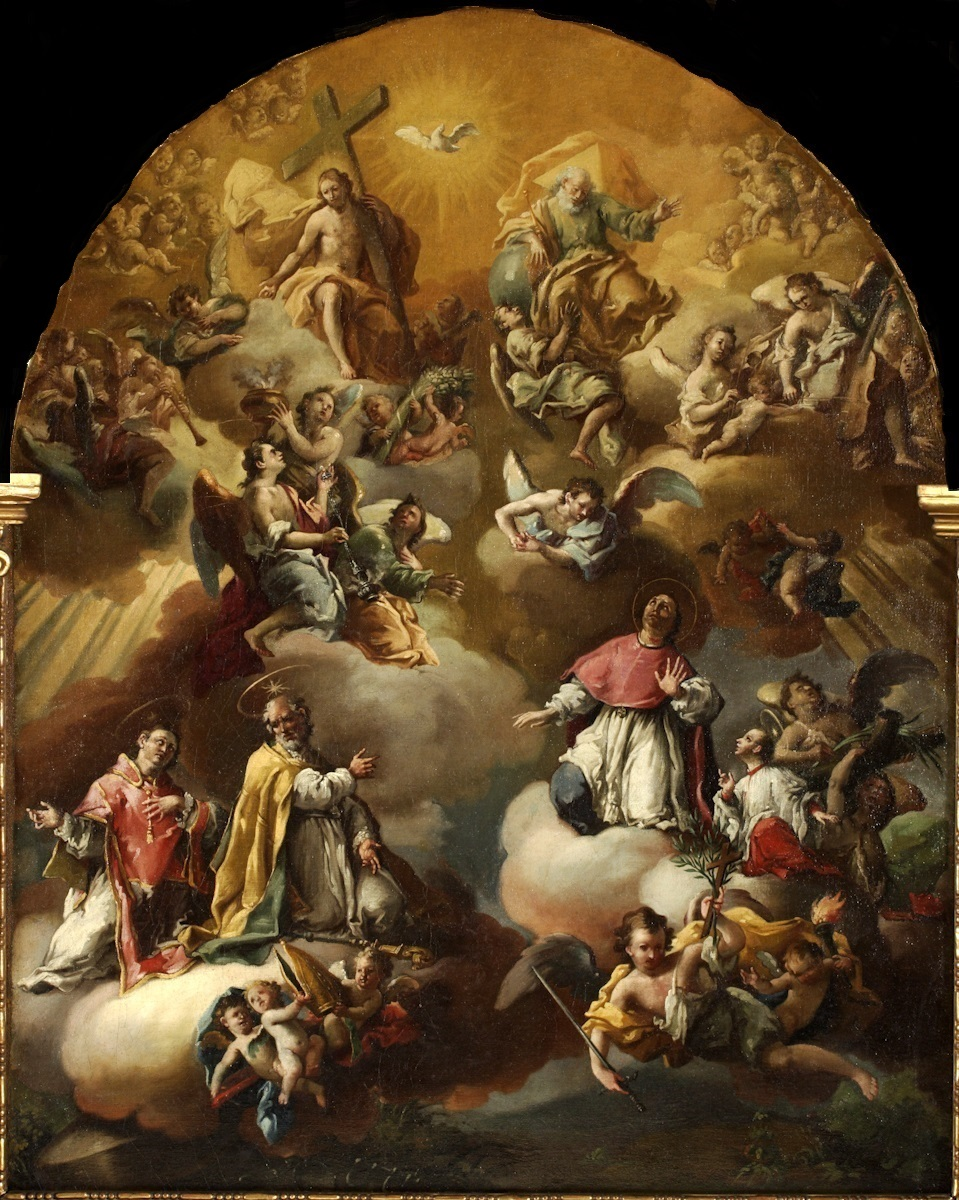
Œuvre représentant San Valero, San Vicente Mártir, San Pedro Arbués et Santo Dominguito de Val in Glory par José Luzán Martínez, 1757, musée de Saragosse

Tomás de Torquemada requit la béatification de Pedro de Arbués en qualité de martyr. Le procès romain dura presque quatre siècles et aboutit enfin en 1867, année où le pape Pie IX procéda à la canonisation solennelle de S. Pedro de Arbués. Cette canonisation, qui est controversée hors de l'Église, est une procédure irréversible et sans appel. En 2001, l'Américain  Garry Wills (en), étudiant le pontificat de Pie IX, écrivit : « En 1867, il canonisa Pierre Arbués, inquisiteur du XVe siècle célèbre pour ses conversions forcées de Juifs, et déclara que la Sagesse divine avait fait en sorte que ce décret de canonisation soit promulgué en ces tristes jours actuels ». Mais le rabbin massorti et professeur américain David Dalin disqualifia les critiques de Garry Wills (en).
De son côté, la Catholic Encyclopedia précise, au sujet de Pedro de Arbués : « Pierre remplissait ses devoirs avec zèle et avec justice. Bien que les ennemis de l'Inquisition l'accusent de cruauté, il est certain que pas une seule sentence de mort ne peut lui être attribuée. Cependant, les Marranes qu'il combattait le haïssaient, et ils résolurent d'en finir avec lui. Une nuit, alors qu'il était en prière à genoux devant l'autel de Notre-Dame dans l'église métropolitaine, où il avait coutume de réciter l'office avec les frères de son ordre, ils l'attaquèrent par derrière, et des assassins qu'ils avaient gagés lui infligèrent plusieurs blessures dont il mourut deux jours après ».
Leonardo Sciascia, dans Morte dell'inquisitore (1967), écrit qu'Arbués et Juan Lopez Cisneros sont « les deux seuls cas d'inquisiteurs qui soient morts assassinés ».
Après avoir été honoré à titre posthume par les Rois catholiques en lui faisant construire un somptueux sépulcre, Saint Pedro de Arbués repose dans la chapelle San Pedro de Arbués dans la cathédrale de Saragosse, la Seo.

## Autres inquisiteurs assassinés
Saint Pedro de Arbués n'est pas le seul inquisiteur qui ait été assassiné :
- Conrad de Marbourg, nommé en 1231, est tué en 1233[25] ;
- Guillaume Arnaud et ses compagnons tués par les « hérétiques » de Montségur en 1243 près d’Avignonet[26] ;
- Pierre d’Arcagno, notaire de l’Inquisition, tué à Milan, en 1245 ;
- Pagano de Lecca à Carolina, tué en Valteline, en 1277[27] ;
- Pierre de La Cadiretta tué à la Seu d'Urgell  au XIIIe siècle[28] ;
- Antoine Pavoni tué en 1374 près de Pignerol, en Italie[29] ;
- Juan Lopez Cisneros, inquisiteur de Sicile, tué par Diego La Matina en 1657[24].